# San Fermín (1782)
El San Fermín fue un navío de línea de dos cubiertas y 76 cañones, líder de su clase homónima, siendo botado para la Armada española en 1782. De acuerdo con los estándares británicos quedaba categorizado como navío de tercera clase, con dos cubiertas de cañones.

## Construcción
El barco fue encargado el 29 de noviembre de 1780 en Pasajes. El barco fue botado el 29 de marzo de 1782 y entró en servicio el mismo año. Fue elaborado según el sistema francés de Francisco Gautier, con Vicente Pló como arquitecto naval. Los costes de fabricación ascendieron a 6,45 millones de reales de vellón.

## Historial
El 31 de agosto de 1782 el capitán de navío D. Francisco Mollinedo se hizo cargo del mando del buque. El barco llegó el 10 de septiembre procedente de Pasajes a La Coruña, desde donde fue trasladado a Ferrol, arribando en septiembre. El navío llegó el 10 de noviembre de 1782 con dos fragatas y una urca a La Coruña, de donde continuó el 5 de diciembre con las fragatas Nuestra Señora de Loreto y Santa Sabina y dos bergantines que transportaban pólvora desde Ferrol hasta Cádiz, donde llegaron el 14 de diciembre. El barco estaba en Cádiz adscrito a la flota que iba en una expedición de guerra a Jamaica, pero la expedición fue cancelada.
El 25 de julio de 1783 el barco partió de Cádiz con la escuadra de Osorno en viaje de patrulla hacia las zonas de Cabo de San Vicente y Cabo de Santa María, desde donde regresó a Cádiz en agosto. El barco llegó el 9 de abril de 1784 con el San Sebastián procedente de Ferrol con destino Cádiz, de donde partió el 5 de mayo hacia Cartagena. En julio de 1784 el barco partió de Cádiz para incorporarse a la flota de Barceló en la expedición a Argelia. En agosto de 1784 el barco estuvo con el Rayo, la fragata Colón y el bergantín Atocha en Málaga. En 1784, el barco fue trasladado a reserva en Ferrol, donde aún se encontraba en 1786. En 1790, el barco estuvo en Cádiz y nuevamente en Ferrol en agosto de 1790.
En 1793 se encontraba en reserva en Ferrol. El 23 de julio de 1793 el barco partió de Cartagena con la escuadra de Federico Gravina para unirse a la escuadra de Juan de Lángara en la expedición de Rosas. El barco salió de Tolón el 2 de septiembre con destino a Barcelona, donde llegó el 5 de septiembre. El 13 de septiembre el barco partió de Barcelona para recoger tropas en Mallorca. El 23 de septiembre el barco estuvo en Mahón, de donde partió el 8 de octubre con la fragata Venganza y cargueros rumbo a Tolón.
En noviembre de 1793, el barco patrulló con los barcos de la Royal Navy británica frente a Génova. Participó en la solución de la campaña de Tolón en 1793. En septiembre de 1794 el barco estuvo en el Arsenal de la Carraca (Cádiz) y al año siguiente en la flota de Juan de Lángara en Cartagena. El 6 de febrero de 1796 el barco transportó tropas y artillería con la fragata Santa Brígida desde Cartagena a Cádiz, de donde regresó a Cartagena el 29 de abril.
El 7 de septiembre de 1796, se le concede el mando del buque al capitán de navío D. José María de Torres del Campo. El barco participó en la flota de Juan de Lángara de 1796 en los acontecimientos de las costas de Córcega, Italia y Francia. El 14 de febrero de 1797 participó en la batalla del Cabo de San Vicente. La derrota en la batalla supuso el cese de su comandante, el capitán Torres, siendo privado de su empleo y procediendo a desarmar el buque para apartarlo del servicio activo. Junto con otros navío, el San Fermín fue señalado como un de los buques que "(...) de bordadas contrarias sólo correspondieron a las descargas de los enemigos, que mostraron tibieza, y que muchos no obedecieron las señales."
El 3 de marzo de 1797 el barco fue puesto en reserva en Cádiz hasta su desguace en 1808. Ya se encontraba desarmado desde 1805 y su desguace fue ordenado por un Real Decreto dado en Madrid 10 de junio de 1808 por el duque de Berg.